# 카졸
카졸(힌디어: काजोल, 영어: Kajol, 1974년 8월 5일 ~ )은 인도의 배우이다. 필름페어상 여우주연상 5회(1995년, 98년, 2001년, 06년, 10년) 수상자이다. 영화 감독 쇼무 무케르지와 배우 타누자 사마르트의 딸이다.

## 출연 작품
- 딜발레 (2015)
- 내 이름은 칸 (2010)
- 유 미 앤드 어스 (2008)
- 그 남자의 사랑법 (2008)
- 사와리야 (2007)
- 옴 샨티 옴 (2007)
- 네버 세이 굿바이 (2006)
- 파나 (2006)
- 내일은 오지 않을지도 몰라 (2003)
- 까삐꾸씨 까삐깜 (2001)
- 무슨 일인가 일어나고 있어 (1998)
- 로맨스 (1997)
- 카란 아르준 (1995)
- 용감한 자가 신부를 데려가리 (1995)
- 도박사 (1993)

## 같이 보기
- 인도 영화 배우 목록